# Şahkulu-Aufstand
Mit dem Şahkulu-Aufstand erhoben sich vom 9. April bis zum 2. Juli 1511 in Anatolien unter der Führung von Şahkulu turkmenische Stämme gegen das Osmanische Reich.

## Hintergrund
Im frühen 16. Jahrhundert eroberte Ismail I. Aserbaidschan und große Teile Persiens und begründete die schiitische Safawiden-Dynastie, die enge Kontakte zu den Oghusen pflegte, aber auch zu den turkmenischen Stämmen Anatoliens.
Die Kizilbasch, anatolische Anhänger des schiitischen Safawiyya-Ordens, waren vom späten 15. Jahrhundert bis zur Mitte des 16. Jahrhunderts in ganz Anatolien stark vertreten und standen unter dem Einfluss der Safawiden. In den Jahrzehnten vor den Ereignissen des Aufstands zeigte das vorwiegend sunnitisch geprägte Osmanische Reich große Toleranz gegenüber dem schiitischen Islam. Im frühen 16. Jahrhundert begann diese Toleranz jedoch nachzulassen: Nach offiziellen osmanischen Quellen aus dieser Zeit galten die Kizilbasch als rebellische Häretiker mit Beziehungen zu den Safawiden. Einige Historiker führen diese zurückgehende Toleranz auf den Niedergang des Aq Qoyunlu in Verbindung mit dem aufkommenden Safawidenreich zurück, das zur Bedrohung für das Osmanische Reich wurde, als Ismail I. Diyarbakır eroberte.
Obwohl der Aufstand von Şahkulu unter den Kizilbasch angestiftet wurde, zählten zu den Aufständischen auch ehemalige Sipahi, enteignete Ghazi und die turkmenische Bevölkerung, aber auch Koranstudenten der Medresen und christliche Bauern. Die schwindende Toleranz trug zur Unzufriedenheit der turkmenischen Stämme in Anatolien gegenüber dem osmanischen Staat bei. Ihre Weigerung, Steuern zu zahlen, sich niederzulassen und die osmanische Zentralkontrolle zu akzeptieren, trieb diese Stämme in die Arme des militanten Schiismus. Diese Unzufriedenheit führte früh zu ersten Aufständen in Ostanatolien, die von Stammesführern angeführt wurden. Bayezid reagierte mit Deportationen von Schiiten nach Morea.
Aufgestachelt von safawidischen Missionaren schlossen sich die turkmenischen Stämme westlich von Konya bald in einer messianischen Bewegung zusammen, die von Şahkulu angeführt wurde. Şahkulu und seine Anhänger versuchten dabei, Ismails Siegeszug zu kopieren. Die Aktivitäten von Ismail I. entgingen nicht der Aufmerksamkeit der Osmanen, aber das Osmanische Reich war zu sehr mit der bevorstehenden Nachfolgeregelung in den letzten Jahren des kranken Sultans Bayezid II. beschäftigt. So konnte Ismail viele Anhänger unter den osmanischen Untertanen gewinnen. Ein solcher Unterstützer war Şahkulu (dt.: Diener des Schah), ein Mitglied des turkmenischen Tekkelu-Stammes und Sohn von Ḥasan Ḫalīfe, der als Halife Statthalter von Scheich Haidar im Beylik Teke war.

## Aufstand
Während der ersten Tage des Interregnums reiste Şehzade Korkud, einer der Prinzen und Thronanwärter, von Antalya nach Manisa, um näher an der Hauptstadt zu sein. Şahkulu überfiel seine Karawane und raubte die Schatzkammer aus. Dann begann er, die Städte rund um Gölhisar und Kızılkaya anzugreifen und die Regierungsbeamten in den Städten zu töten.  Anfangs konnten die Rebellen in Richtung Isparta und Elmalı vordringen. Als er Alaşehir überfiel und einen Teil des königlichen Schatzes raubte, reagierte der osmanische Palast und entsandte eine Truppe unter Karagöz Ahmet Pascha, dem Beylerbey von Anatolien, um die Rebellen aufzuhalten. Aber Şahkulu besiegte die Streitkräfte von Ahmet Pascha bei Kütahya und ließ ihn hinrichten. Dies führte zu großem Ruhm in der Region: Für seine Partisanen war er unbesiegbar, nachdem er eine königliche Karawane überfallen und einen hochrangigen osmanischen Staatsmann getötet hatte. Die Osmanen schickten erneut eine Armee unter der Führung von Großwesir Hadım Ali Pascha, die sich mit denen von Şehzade Ahmed, einem der Thronanwärter, vereinten. 4000 Janitscharen und 4000 Kapıkulu konnten Şahkulu in der Nähe von Altıntaş (heute Provinz Kütahya) in die Enge treiben, aber anstatt zu kämpfen, versuchte Ahmet, die Janitscharen im Kampf um den Thron für seine Sache zu gewinnen. Als er dies nicht erreichte, verließ er das Schlachtfeld. Şahkulu sah seine Chance und entkam nach Zentralanatolien. Großwesir Ali Pascha verfolgte ihn mit einer kleineren Streitmacht und stieß mit ihm in Çubukova zwischen Kayseri und Sivas zusammen. Die Osmanen konnten die Schlacht für sich entscheiden, sowohl Ali Pascha als auch Şahkulu wurden getötet.

## Folgen
Şahkulus Partisanen waren zwar nicht vernichtend geschlagen worden, aber sie hatten ihren Anführer verloren. Nachdem die Osmanische Pforte eine dritte Armee geschickt hatte, flohen viele Anhänger nach Persien. Während ihrer Flucht überfielen sie eine Karawane und töteten versehentlich einen bekannten persischen Gelehrten. Ismail war so erzürnt, so dass er sie nach ihrer Ankunft in Täbris hinrichten ließ. Im Osmanischen Reich löste das Verhalten von Prinz Ahmed in der Schlacht unter den Soldaten Empörung aus. Darüber hinaus schwächte der Tod von Hadım Ali, einem großen Förderer von Ahmed, dessen Anwartschaft auf den Thron. Die Nachfolge fiel letztendlich an Selim I., unter dessen Herrschaft der osmanische Staat aufblühte. Als frommer Sunnit wandte sich Selim I. gegen die schiitischen Aktivitäten im Reich, verfolgte die Kizilbasch und tötete viele und erklärte schließlich Ismail den Krieg. In der Schlacht bei Tschaldiran besiegte das osmanische Reich 1514 das persische Reich und eroberte so Ostanatolien.